# Relacija
Relacija je matematično orodje, s katerim opišemo odnos med elementi množic. V matematiki se z relacijami srečujemo pogosto, pri čemer so primeri relacij: enakost ({\displaystyle =}), relacija "manjše ali enako" ({\displaystyle \leq }), inkluzija množic ({\displaystyle \subseteq }) in deljivost števil ({\displaystyle |}). Slednji primeri relaciji so dvomestne ali binarne relacije – možno pa je definirati tudi relacije za več elementov iz več različnih množic.
Formalno je (dvomestna) relacija {\displaystyle R} iz množice {\displaystyle A} v množico {\displaystyle B} podmnožica kartezičnega produkta {\displaystyle A\times B}: 
{\displaystyle R\subseteq A\times B} .
Ponavadi uporabimo zapis {\displaystyle aRb} ({\displaystyle a} je v relaciji {\displaystyle R} z {\displaystyle b}), da označimo dejstvo, da je {\displaystyle (a,b)\in R}.

## Zgledi
- Relacija {\displaystyle R=\{(a,b),(b,c),(c,d)(c,c)\}} v množici {\displaystyle A=\{a,b,c,d\}}.
- Relacija ekvipolence {\displaystyle \sim }
- Relacija urejenosti {\displaystyle \leq }
- Relacija "je večje kot" {\displaystyle >} v množici naravnih števil {\displaystyle \mathbb {N} }. Relacija {\displaystyle >} je enaka: {\displaystyle \{(2,1),(3,1),(3,2)...,(4,1),...\}}. Vmesni način zapisa {\displaystyle 4>1} je veliko bolj naraven kot zapis {\displaystyle (4,1)\in \;>}.
- Vsaka funkcija {\displaystyle f:A\to B} je enočlena relacija, saj je njen graf {\displaystyle \Gamma =\{(a,f(a))\mid a\in A\}}. Pri funkciji vsakemu {\displaystyle a\in A} priredimo natanko en {\displaystyle f(a)\in B}. Torej ima lastnost enoličnosti. To pri splošni relaciji ni nujno, poleg tega pa je element {\displaystyle a} lahko povezan z več elementi iz {\displaystyle B}.

## Posebne relacije in operacije
- {\displaystyle R} imenujemo polna relacija, če je {\displaystyle R=A\times B}.

- {\displaystyle R=\emptyset } se imenuje prazna relacija. Definirana je kot: {\displaystyle \emptyset =\{x\mid x\neq x\}}.
- Relacija identitete ali enakosti {\displaystyle id_{A}} v množici {\displaystyle A} je množica urejenih parov z enakima koordinatama: {\displaystyle id_{A}=\{(a,a)\;|\;a\in A\}}.
- {\displaystyle R^{-1}} imenujemo inverzna relacija. Pridelamo jo tako, da zamenjamo koordinati v vseh parih relacije {\displaystyle R}: {\displaystyle R^{-1}=\{(y,x)\;|\;(x,y)\in R\}}.
- {\displaystyle R^{c}} je komplement relacije. Definiran je kot množica vseh parov iz {\displaystyle A\times B}, ki niso v relaciji {\displaystyle R}: {\displaystyle R^{c}=\{(x,y)\mid (x,y)\in A\times A\land \neg (xRy)\}}.
- Produkt relacij {\displaystyle R*S} je definiran z naslednjim opisom: {\displaystyle xR*Sy} natanko tedaj, ko {\displaystyle \exists z(xRz\land zSy)}.

## Definicijsko območje in zaloga vrednosti
Naj bo {\displaystyle R} relacija v množici {\displaystyle A}. Definicijsko območje relacije {\displaystyle R}, označeno z {\displaystyle D_{R}}, je množica vseh prvih koordinat parov iz relacije {\displaystyle R}. Zaloga vrednosti relacije {\displaystyle R}, označena z {\displaystyle Z_{R}}, je množica vseh drugih koordinat parov iz relacije {\displaystyle R}:
{\displaystyle D_{R}=\{x\mid \exists y\in A\,(xRy)\}}
{\displaystyle Z_{R}=\{y\mid \exists x\in A\,(xRy)\}}
Na primer, za relacijo {\displaystyle R=\{(a,b),(b,c),(c,d),(c,c)\}} je definicijsko območje {\displaystyle D_{R}=\{a,b,c\}}, zaloga vrednosti pa {\displaystyle Z_{R}=\{b,c,d\}}.

## Lastnosti relacij
Naj bo {\displaystyle R} relacija v množici {\displaystyle A}. Pravimo, da je relacija:
- {\displaystyle R} refleksivna {\displaystyle \Longleftrightarrow \forall x\in A\;(xRx)}

- {\displaystyle R} simetrična {\displaystyle \Longleftrightarrow \forall x,y\in A\;(xRy\Rightarrow yRx)}

- {\displaystyle R} antisimetrična {\displaystyle \Longleftrightarrow \forall x,y\in A\;(xRy\land yRx\Rightarrow x=y)}

- {\displaystyle R} tranzitivna {\displaystyle \Longleftrightarrow \forall x,y,z\in A\;(xRy\land yRz\Rightarrow xRz)}

- {\displaystyle R} sovisna {\displaystyle \Longleftrightarrow \forall x,y\in A\;(x\not =y\Rightarrow xRy\lor yRx)}

- {\displaystyle R} enolična {\displaystyle \Longleftrightarrow \forall x,y,z\in A\;(xRy\land xRz\Rightarrow y=z)}.

Zgornje lastnosti relacij se odražajo tudi grafično na relacijskem grafu. Na primer, če je {\displaystyle R} refleksivna, potem je v vsaki točki relacije grafa {\displaystyle G_{R}} zanka (zanka v {\displaystyle G_{R}} je usmerjena povezava, ki povezuje vozlišče samo s seboj). Če je {\displaystyle R} simetrična, potem vse povezave v {\displaystyle G_{R}} nastopajo v parih. To pomeni, da če imamo povezavo od {\displaystyle x} do {\displaystyle y}, obstaja tudi obratna povezava. Če je {\displaystyle R} tranzitivna, potem velja – če iz nekega vozlišča grafa {\displaystyle G_{R}} lahko pridemo v drugo v dveh korakih, lahko pridemo tudi v enem.

#### Ekvivalenčna relacija
Kadar je relacija {\displaystyle R} hkrati refleksivna, simetrična in tranzitivna, je {\displaystyle R} ekvivalenčna relacija.

## Ovojnice relacij
Ovojnica relacije je najmanjša relacija z določeno lastnostjo {\displaystyle {\mathcal {L}}}, ki vsebuje dano relacijo. Najpogosteje obravnavane ovojnice so refleksivna ovojnica, simetrična ovojnica, tranzitivna ovojnica in tranzitivno-refleksivna ovojnica. Refleksivna ovojnica relacije {\displaystyle R} je enaka {\displaystyle R\cup id_{A}}, njena simetrična ovojnica pa je enaka {\displaystyle R\cup R^{-1}}.
Tranzitivno ovojnico relacije {\displaystyle R} označimo z {\displaystyle R^{+}}. Je unija vseh pozitivnih potenc relacije {\displaystyle R}:
{\displaystyle R^{+}=\bigcup _{k=1}^{\infty }R^{k}.}
Tranzitivno-refleksivno ovojnico relacije {\displaystyle R} označimo z {\displaystyle R^{*}}, definirana je zelo podobna kot {\displaystyle R^{+}}. Velja da je {\displaystyle R^{*}} unija vseh nenegativnih potenc relacije {\displaystyle R}:
{\displaystyle R^{*}=\bigcup _{k=0}^{\infty }R^{k}.}

#### Zgled tranzitivne ovojnice
Naj bo relacija {\displaystyle R=\{(a,b),(b,c),(c,d)\}} na množici {\displaystyle A=\{a,b,c,d\}}. Relacija {\displaystyle R} sama po sebi ni tranzitivna, saj na primer velja {\displaystyle aRb} in {\displaystyle bRc}, ampak ne velja {\displaystyle aRc}. Da lahko pridelamo {\displaystyle R} v tranzitivno relacijo, ji moramo dodati vse pare, ki manjkajo zaradi tranzitivnosti. Tranzitivna ovojnica {\displaystyle R^{+}} je torej:
{\displaystyle R^{+}=\{(a,b),(b,c),(c,d),(a,c),(b,d),(a,d)\}}.